# 布雅耶
布雅耶（法語：Boujailles，法語發音：[buʒaj]）是法国杜省的一个市镇，属于蓬塔利耶区。

## 地理
布雅耶（46°53'16"N, 6°4'49"E）面积28.22 平方千米，位于法国勃艮第-弗朗什-孔泰大區杜省，该省份为法国东部内陆省份，北起上索恩省，西接汝拉省，东部及东南部与瑞士接壤，东北部与贝尔福地区省接壤。
与布雅耶接壤的市镇（或旧市镇、城区）包括：沙佩勒迪安、埃塞尔瓦勒塔特尔、弗拉讷、维莱苏沙拉蒙、屈维耶、勒米、叙普特、库尔维耶尔、勒维耶。

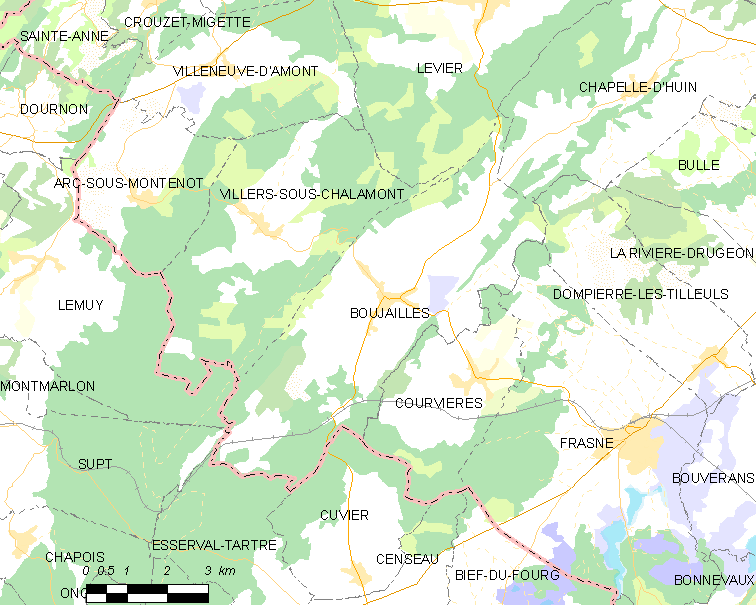
布雅耶的OSM定位图

布雅耶的时区为UTC+01:00、UTC+02:00（夏令时）。

## 行政
布雅耶的邮政编码为25560，INSEE市镇编码为25079。

## 政治
布雅耶所属的省级选区为弗拉讷县。

## 人口

1962-2008年间布雅耶人口变化图示

布雅耶于2022年1月1日时的人口数量为459人。